# Conny & Jean
Conny & Jean był śpiewającym duetem z Niemiec, który odniósł sukces w latach '70 i '80.
Ich przedostatni singiel Hilf mir, ich lieb' dich / Wege durch die Nacht (1984) został wyprodukowany przez Dietera Bohlena.

## Dyskografia

### Single
- Wenn die Aprikosenbäume blühn / Zarathustras Zeitmaschine (1976)
- Love, Love, Love / Kind Of Feeling (1979)
- Und dennoch bleibt die Welt nicht steh'n / Ich finde dich und mein Glück (Leaving on a jetplane) (1980)
- Frei wie ein Vogel / Für uns zwei (1980)
- Verrückter Sommer / Wie am ersten Tag (1981)
- Felicità / Wenn tausend Sonnen auf einmal strahlen (1982)
- Das Gefühl füreinander zu leben / Sonne, Erde, Mond und Sterne (1983)
- Mamma Maria / Manchmal bei Nacht (1983)
- Leben ohne dich / Irgendwie kam alles anders (1983)
- Hilf mir, ich lieb' dich / Wege durch die Nacht (1984)
- Zum Frühstück Liebe mit Kaffee / Du bist da (1985)

### Albumy
- Caastelbekk (1975)
- 2x7 – Songs der Welt (1976)
- Das Gefühl füreinander... (1984)